# 聖源覺真經
《聖源覺真經》，民間印行的善書。講述玉皇公（玉皇大帝）及遠古時期“捨身堵北缺，代存萬眾生”的壯士的故事。在東南亞一带流傳甚廣，但屬民間宗教常用經文，非《道藏》所珍藏的《高上玉皇本行集經》。